# Al-Ittihad Shuja’iyya
Der al-Ittihad Shuja’iyya Sports Club, auch bekannt als Ittihad al-Shajaiya, ist ein 1976 gegründeter palästinensischer Fußballverein aus Shuja’iyya im Gouvernement Gaza. Aktuell, Stand Oktober 2023, spielt der Verein in der Gaza Strip Premier League.

## Erfolge
- Gaza Strip Premier League
  - Meister: 2014/15

- Gaza Strip Cup
  - Sieger: 1999, 2014/15
  - Finalist: 2013/14, 2018/19

- Gaza Strip Supercup
  - Sieger: 2000, 2015, 2019

- Palestine Cup
  - Finalist: 2014/15

## Stadion
Der Verein trägt seine Heimspiele im Palestine Stadium in Gaza aus. Das Stadion hat ein Fassungsvermögen von 10.000 Personen.